# Decodon
Decodon és un gènere de peixos de la família dels làbrids i de l'ordre dels perciformes.

## Taxonomia
- Decodon grandisquamis  (Smith, 1968)
- Decodon melasma  (Gomon, 1974)
- Decodon pacificus  (Kamohara, 1952)
- Decodon puellaris  (Poey, 1860)[1][2][3][4][5][6]